# Nik Novecento
Nik Novecento de son vrai nom Leonardo Sottani est un acteur italien né le 19 février 1964 à Bologne et mort le 15 octobre 1987 à Rome.

## Filmographie
- 1984 : Une saison italienne de Pupi Avati
- 1985 : Festa di laurea de Pupi Avati
- 1986 : Una domenica sì de Cesare Bastelli
- 1987 : Ultimo minuto de Pupi Avati
- 1988 : Sposi de Pupi Avati, Antonio Avati, Cesare Bastelli, Felice Farina et Luciano Manuzzi